# Bergwiesen-Frauenmantel
Der Bergwiesen-Frauenmantel (Alchemilla monticola) ist eine Pflanzenart aus der Gattung Frauenmantel (Alchemilla) innerhalb der Familie der Rosengewächse (Rosaceae). Sie ist in den gemäßigten bis borealen Gebieten Eurasiens verbreitet.

## Beschreibung

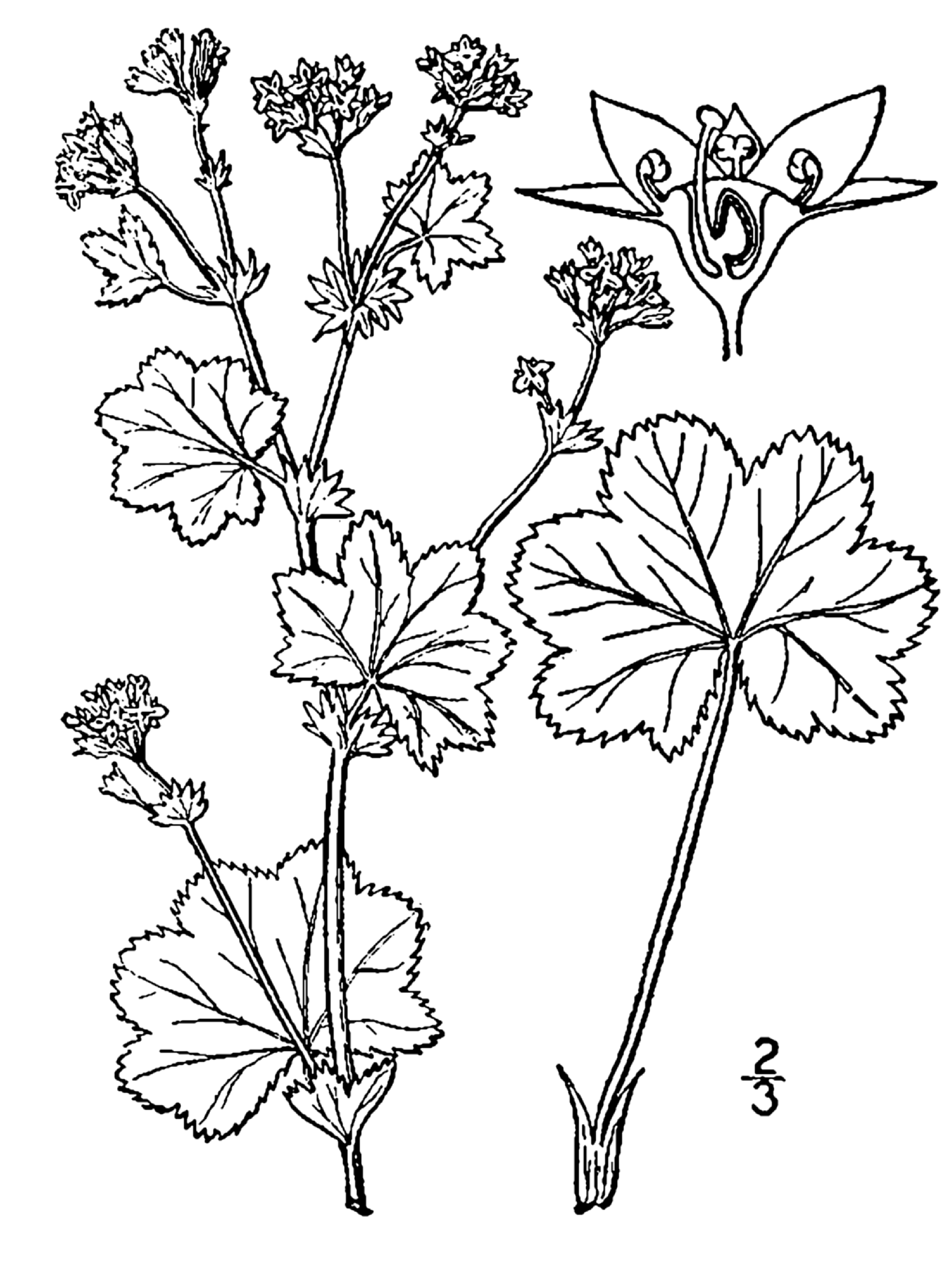
Illustration

Der Bergwiesen-Frauenmantel ist eine krautige Pflanze, die Wuchshöhen von 5 bis 30, selten bis zu 50 Zentimetern erreicht. Die oberirdischen Pflanzenteile sind abstehend behaart (Indument). Die Stängel sind oft bis in den Blütenstand behaart. Die Grundblätter sind bis 10 Zentimeter breit, flach, meist kreisförmig mit enger Basalbucht, sieben- oder neun-, selten elflappig und beiderseits dicht behaart. Die Blattstiele sind 0,5 bis 1 Millimeter, an Endblättern bis zu 4 Millimeter lang. Die Blattlappen sind rundlich bis elliptisch-eiförmig. Der Blattrand besitzt ziemlich selten gleich lange Zähne. Die grundständigen Nebenblätter sind am Grunde weiß.
Die Blütezeit reicht von Mai bis Oktober. Der zusammengesetzte Blütenstand ist reichblütig, die Teilblütenstände sind  meist dicht kugelig. Die Blütenstiele und Kelchblätter sind in der Regel zerstreut behaart, aber gelegentlich auch kahl. Die Blüten besitzen Durchmesser von bis zu 4 Millimetern. Der Kelchbecher ist elliptisch und nach oben etwas verschmälert.
Die Chromosomenzahl beträgt 2n = 101, 103-109, 110.

## Vorkommen
Der Bergwiesen-Frauenmantel ist in den gemäßigten bis borealen Gebieten von Mittel-, Nord- und Osteuropa weitverbreitet. Sein Verbreitungsgebiet erstreckt sich nach Osten bis ins westliche Sibirien, im Süden ist er mehr in den Gebirgen bis zu den Pyrenäen und dem Apennin zu finden.
Der Bergwiesen-Frauenmantel gedeiht auf submontanen bis alpinen, selten auch planaren bis kollinen Höhenstufen. Er besiedelt mäßig trockene bis sickernasse Wiesen, Weiden und Ruderalstellen (Weg- und Straßenränder). 
In Deutschland ist der Bergwiesen-Frauenmantel die häufigste Art der Gattung Frauenmantel. Neben dem Gelbgrünen Frauenmantel (Alchemilla xanthochlora) ist er die häufigste Alchemilla-Art in großen Teilen Mitteleuropas.

## Systematik
Die Erstbeschreibung von Alchemilla monticola erfolgte 1838 durch Philipp Maximilian Opiz in Berchtold und Opiz: Oekonomisch-technische Flora Böhmens, Band 2, 1, S. 13. Synonyme für Alchemilla monticola Opiz sind Alchemilla gracilis Opiz, Alchemilla hungarica Soó, Alchemilla pascualis S.E.Fröhner non Juz., Alchemilla pastoralis Buser, Alchemilla intermedia subsp. sooi, Alchemilla palmata subsp. pastoralis (Buser) Soó & Palitz nom. illeg., Alchemilla vulgaris subsp. pastoralis (Buser) Murb., Alchemilla vulgaris subsp. palmata (Gilib.) Gams. Alchemilla monticola gehört zur Sektion Plicatae aus der Gattung Alchemilla.